# Ptilothrix
Ptilothrix Smith, 1853 — род пчёл из трибы Emphorini семейства Apidae. Собирательные волоски образуют так называемую корзинку. 

## Распространение
Пчёлы этого рода встречаются в Центральной и Южной Америке: от Мексики на севере ареала до Парагвая на его юге.

## Классификация
Известно около 20 видов. Некоторые из них:
- Ptilothrix albidohirta Brèthes, 1910
- Ptilothrix bombiformis (Cresson, 1878)
- Ptilothrix chacoensis Brèthes, 1910
- Ptilothrix concolor Roig-Alsina, 2007
- Ptilothrix corrientium Strand, 1910
- Ptilothrix plumata Smith, 1853 typus